# Taberna (Roma Antiga)

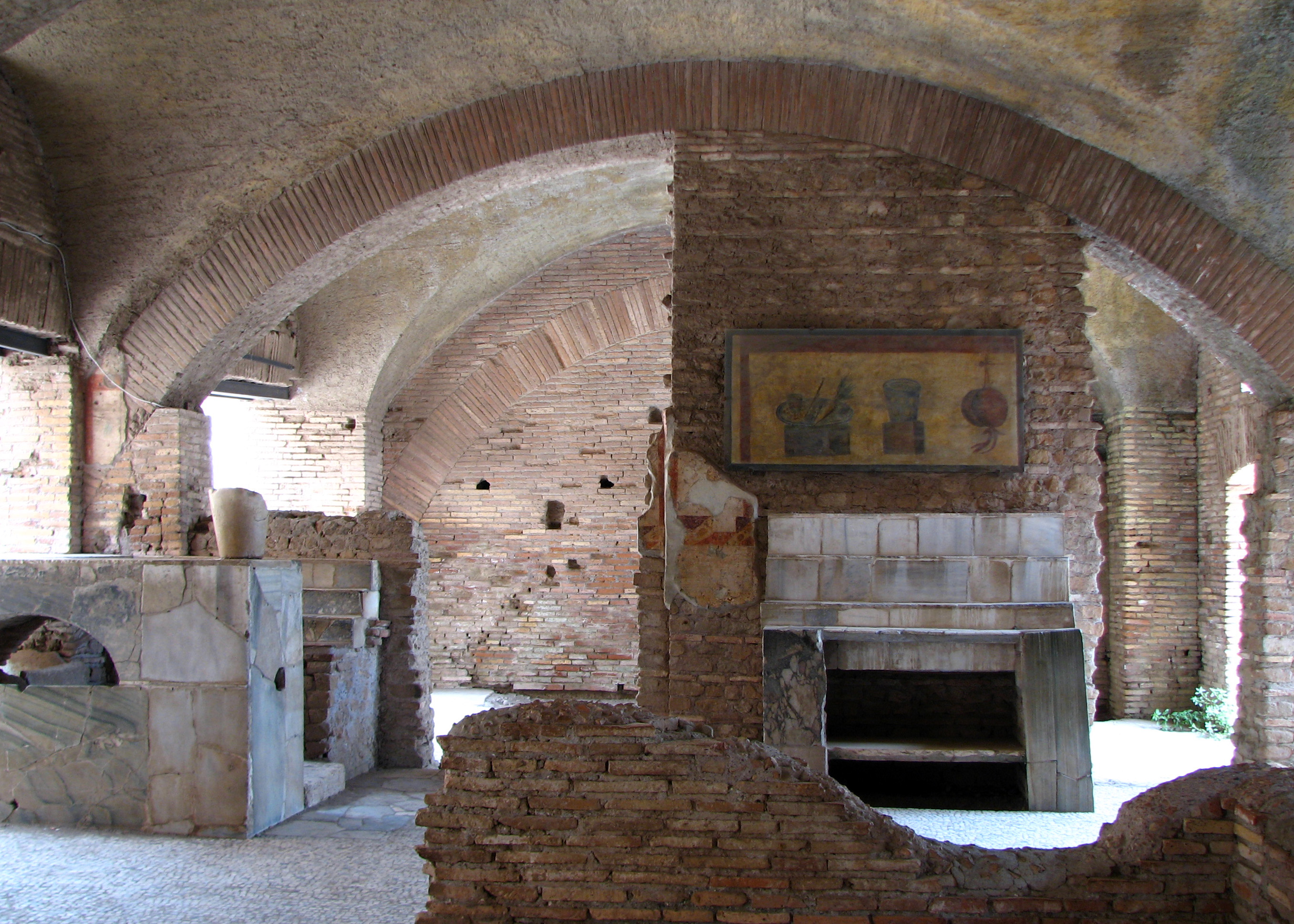
Uma taberna onde se serviam refeições. No painel por cima do balcão estavam representados ovos, azeitonas, frutas e rabanetes.

No contexto da Roma Antiga, uma taberna (plural tabernae) era uma loja, geralmente situada em mercados cobertos. Cada taberna possuía uma única divisão, uma entrada de grande dimensão e uma abertura no teto que permitia a passagem para um sótão de madeira destinado ao armazenamento de produtos. Podia albergar diversas atividades económicas, entre as quais a venda de refeições, vinho e pão.